# Монастирі Києва
Монастирі Києва
- Архангело-Михайлівський Звіринецький монастир
- Видубицький монастир
- Бернардинський монастир (Київ)
- Георгіївський монастир (Київ)
- Гнилецький монастир
- Голосіївська пустинь
- Звіринецькі печери
- Катерининський Грецький монастир
- Києво-Братський монастир
- Київський домініканський монастир[1][2]
- Києво-Печерська лавра
- Кирилівський монастир
- Китаївська пустинь
- Кловський монастир
- Миколо-Тихвинський монастир (Київ)
- Михайлівський Золотоверхий монастир
- Монастир Миколи Йорданського
- Печерський Вознесенський монастир
- Покровський монастир (Київ)
- Пустинно-Миколаївський монастир[3][4]
- Свято-Троїцький Іонінський монастир
- Свято-Феодосіївський монастир
- Спасо-Преображенська пустинь (Київ)
- Флорівський монастир
- Янчин монастир